# RAYDAC
RAYDAC（Raytheon Digital Automatic Computer、レイセオン・デジタル自動計算機）はレイセオン社が開発したコンピュータである。1949年に開発が始まり、1953年に完成した。カリフォルニア州にある海軍ミサイル試験センターに設置された。
RAYDAC は 5200本の真空管と18,000個のダイオードを使用している。メモリは水銀遅延線を使い 1152ワード（1ワードは36ビット）の容量で、アクセス時間は最大305マイクロ秒である。加算時間は38マイクロ秒、乗算は240マイクロ秒、除算は375マイクロ秒である（メモリアクセス時間を除いた値）。